# Jerzy Łoś

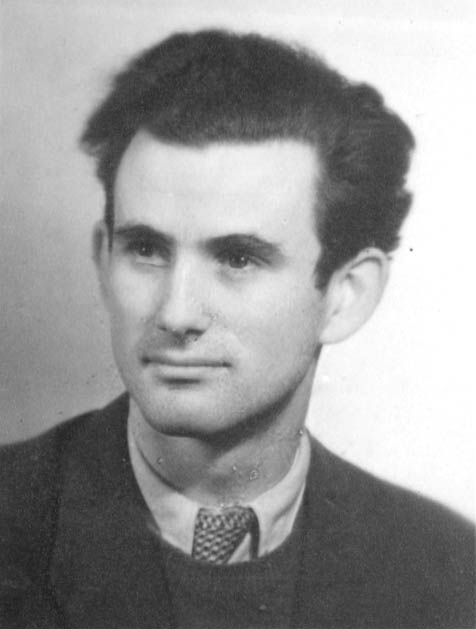
Jerzy Łoś 1955

Jerzy Łoś ([ˈjɛʐɨ ˈwɔɕ], * 22. März 1920 in Lwów; † 1. Juni 1998 in Warschau) war ein polnischer Mathematiker und Logiker.

## Leben
Das 1937 an der Jan-Kazimir-Universität in Lwów (Lemberg) begonnene Studium musste kriegsbedingt unterbrochen werden. Nach Kriegsende heiratete  Łoś und setzte sein Studium an der Maria-Curie-Skłodowska-Universität in Lublin fort. Mit einem Abschluss in Philosophie ging er 1947 als Assistent an die Universität Breslau, zunächst an den Lehrstuhl für Physik, dann für Logik. Dort wurde er 1949 mit der Dissertation „O matrycach logicznych“ (Über logische Matrizen) promoviert. Sechs Jahre später habilitierte er sich mittels zweier Veröffentlichungen „The algebraic treatment of the methodology of elementary deductive systems“ und „On the extending of models“ an der Polnischen Akademie der Wissenschaften. Er wechselte dann an die Universität Toruń, wurde 1957 zum außerordentlichen und drei Jahre später zum ordentlichen Professor ernannt. Er beteiligte sich am Aufbau des Toruńer Zweigs der Polnischen Mathematischen Gesellschaft. 1949 trat er der polnischen Akademie der Wissenschaften bei und war dort in unterschiedlichen Sektionen bis zu seinem Ruhestand 1991 tätig.
Während Aufenthalten in Berkeley arbeitete er 1959/60 mit Alfred Tarski über Modelltheorie und 1962/63 mit Bjarni Jónsson über universelle Algebra. Es folgten weitere Auslandsaufenthalte an der Universität Aarhus 1967, in Yale 1973 und an der University of Wisconsin–Madison 1978/79.
Łoś arbeitete zunächst in der Modelltheorie und der Algebra. Der Satz von Łoś über die Gültigkeit von Sätzen in Ultraprodukten, der zu einem neuen Beweis der Kompaktheitssatzes führte, ist mit seinem Namen verbunden. Nach seiner Toruńer Zeit ab 1961 forschte Łoś auch auf Gebieten der angewandten Mathematik, insbesondere in der Wirtschaftsmathematik.
1964 wurde Jerzy Łoś zum korrespondierenden Mitglied der Polnischen Akademie der Wissenschaften und 1983 zum Vollmitglied ernannt.
Die Universität Hagen ehrte Łoś 1995 mit der Verleihung der Ehrendoktorwürde.
1996 erlitt Łoś einen Schlaganfall, dessen Folgen er 1998 erlag.